# 深谷理紗
深谷 理紗（ふかたに りさ、1992年6月20日 - ）は、日本のモデル、歌手、アイドル。愛称はりさるん。
女性アイドルグループQunQunの元メンバー。

## 来歴
2011年
- 1月9日 - 女性アイドルグループQunQunに所属する。
- 8月6日 - いちご姫コンテスト2011　準グランプリを獲得。
- 12月7日 - 全国デビューCD「プラネタリウム」をユニバーサル・ミュージックより発売。

2012年
- 3月15日 - 『週刊ヤングジャンプ』誌上で実施された「全国美少女発見グラビア」『ギャルコン2011』でグランプリを獲得。（2012年3月15日紙面発表）
- 7月1日 - 中洲スターゲイトにて、第5回定期ライブ「絆」『深谷理紗 卒業LIVE 〜深谷理紗 燃え尽きます！〜』をもってQunQunを卒業。エレガントプロモーションからヴィズミックに移籍する[1]。
- 10月2日 - 「スペインサッカー リーガ・エスパニョーラ 12-13シーズン」を盛り上げる“リーガール”に、就任。

2015年
- 3月31日 - 所属していたヴィズミックを前年11月をもって退所したことを明かした[2]。

## 人物
- 福岡を中心に活動する日本の女性アイドルグループQunQunの元メンバーでダブルセンターの一人として活動していた。

### 家族・愛称
- 愛称「りさるん」は深谷理紗と兄と弟の三人でしりとりをしているときに、兄が「りさー、”る”だよ」という発言で「りさる」になり、ブログのタイトル「りさるんるん♪ぶろぐ」にしたことにより「りさるん」になった。

### 趣味
- スケボー
- 漫画を読むこと。買い物をすること。[3]

### 交友関係
- 仲の良いQunQunメンバーは、吉岡ひかる、長濱由紀、大野香澄、井上りななど。

## 受賞歴
- いちご姫コンテスト2011　準グランプリを獲得
- 週刊ヤングジャンプの全国美少女発見グラビア「ギャルコン2011」でグランプリを獲得

## ディスコグラフィー

### シングルCD曲
QunQun在籍時に出演。
- 『プラネタリウム』収録
  - プラネタリウム
  - VIP
  - ギフト

### 限定出荷
QunQun在籍時に出演。
会場やイベントの物販、公式ウェブストアの通販での販売

#### DVD
- DVD@QunQun Vol.1（2012年4月30日）
- DVD@QunQun Vol.2（2012年5月30日）

2枚組DVD
1. DVD@QunQun Vol.2
2. DVD@QunQun Live(QunQun第1回定期ライブ、夢ライブの模様を収録)

- DVD@QunQun Vol.3（2012年6月30日）
- FUKATANIRISA@QunQun（2012年7月1日）
- Live@QunQun Vol.1 深谷理沙卒業公演（2012年7月8日）

第5回定期ライブ「絆」『深谷理紗卒業LIVE 〜深谷理紗 燃え尽きます！〜』を収録
- Live@QunQun Vol.2 新レギュラー総選挙2012（2012年7月22日）

2012年7月8日にエレガントコレクション2012にて行われた新レギュラー総選挙を収録

## 出演

### テレビ
- FBS元気まつり絆SP~ひとりの元気はみんなの元気！~ （2012年3月17日 13:30 〜 16:55、FBS福岡放送
- 芸能★BANG+（2012年4月24日 23:58 〜 24:53、日本テレビ系列）
- DRESS（2012年7月9日 25:20 〜 25:50、RKB毎日放送）
- WOWOW『伝統の一戦クラシコ バルサ×レアル直前SP』（2012年10月6日 11:00 〜 11:50、WOWOWプライム）

### インターネット放送
- QunQun.TV（2011年3月12日 - 2012年6月29日、Ustream - QunQun.TV[注 1]）
- 第1回「今季のリーガってどうよ？全20チーム徹底分析」（2012年9月8日、Ustream&ニコニコ生放送 - WOWOWリーガストリーム）
- 朝まで？？桐島、生で語るってよ。（2012年9月8日 - 9月9日、Ustream&ニコニコ生放送 - WOWOW）
- リーガ・マーケティング論（2012年10月5日、Ustream&ニコニコ生放送 - WOWOWぷらすと）
- クラシコ・マーケティング論（2012年10月6日、Ustream&ニコニコ生放送 - WOWOWぷらすと）
- 第2回 クラシコソーシャルビューイング（2012年10月8日、Ustream&ニコニコ生放送 - WOWOWリーガストリーム）
- TOUCH!WOWOW 2012“忘れられない瞬間を「ともに、走ろう！」（2012年10月20日、Ustream&ニコニコ生放送 - WOWOWぷらすと）
- 猿の惑星論（2012年10月22日、Ustream&ニコニコ生放送 - WOWOWぷらすと）
- ライセンス女子会「『きゃわたん』の意味に悩む」（2012年10月25日、JOOKEY[注 2][5]）
- 女子会LICENSE「彼女の誕生日にプレゼント」（2012年11月1日、JOOKEY）
- 女子会LICENSE「彼氏に求められる優しさ」（2012年11月8日、JOOKEY）
- 女子会ライセンス「女子あるある検証会」（2012年11月15日、JOOKEY）
- 第３回WOWOWリーガストリーム「リーガ女子会」（2012年11月18日、Ustream&ニコニコ生放送 - WOWOWぷらすと）
- 女子マンガ論（2012年11月20日、Ustream&ニコニコ生放送 - WOWOWぷらすと）
- 2012年サッカー振り返り（2012年12月24日、Ustream&ニコニコ生放送 - WOWOWぷらすと）

### CM
- しまうまプリント（2012年3月16日 - ）
- IKEA福岡新宮オープン告知CM（2012年4月2日 - ）

### 舞台
- 「レッドスター」（2013年）
- ミッカビーム・プロデュース「世田谷ナンバー」（2013年）

### その他
- QBC　九州ビジネスチャンネル

## 書籍等

### 雑誌
- シティ情報ふくおか（2012年6月号） - QunQunのメンバーとして掲載。
- NO!!（2012年8月号） - FUKUOKAアイドルグループ名鑑に、QunQunのメンバーとして掲載。
- 週刊ヤングジャンプ（2012年44号） - 巻末グラビアに掲載。